# Glycyphana horsfieldi
Glycyphana horsfieldi es una especie de escarabajo del género Glycyphana, familia Scarabaeidae. Fue descrita científicamente por Hope en 1831.
Se distribuye por Taiwán, Sur de China, Vietnam, Laos, Tailandia, Birmania, India y Sri Lanka. Mide 13,6-17.1 milímetros de longitud.

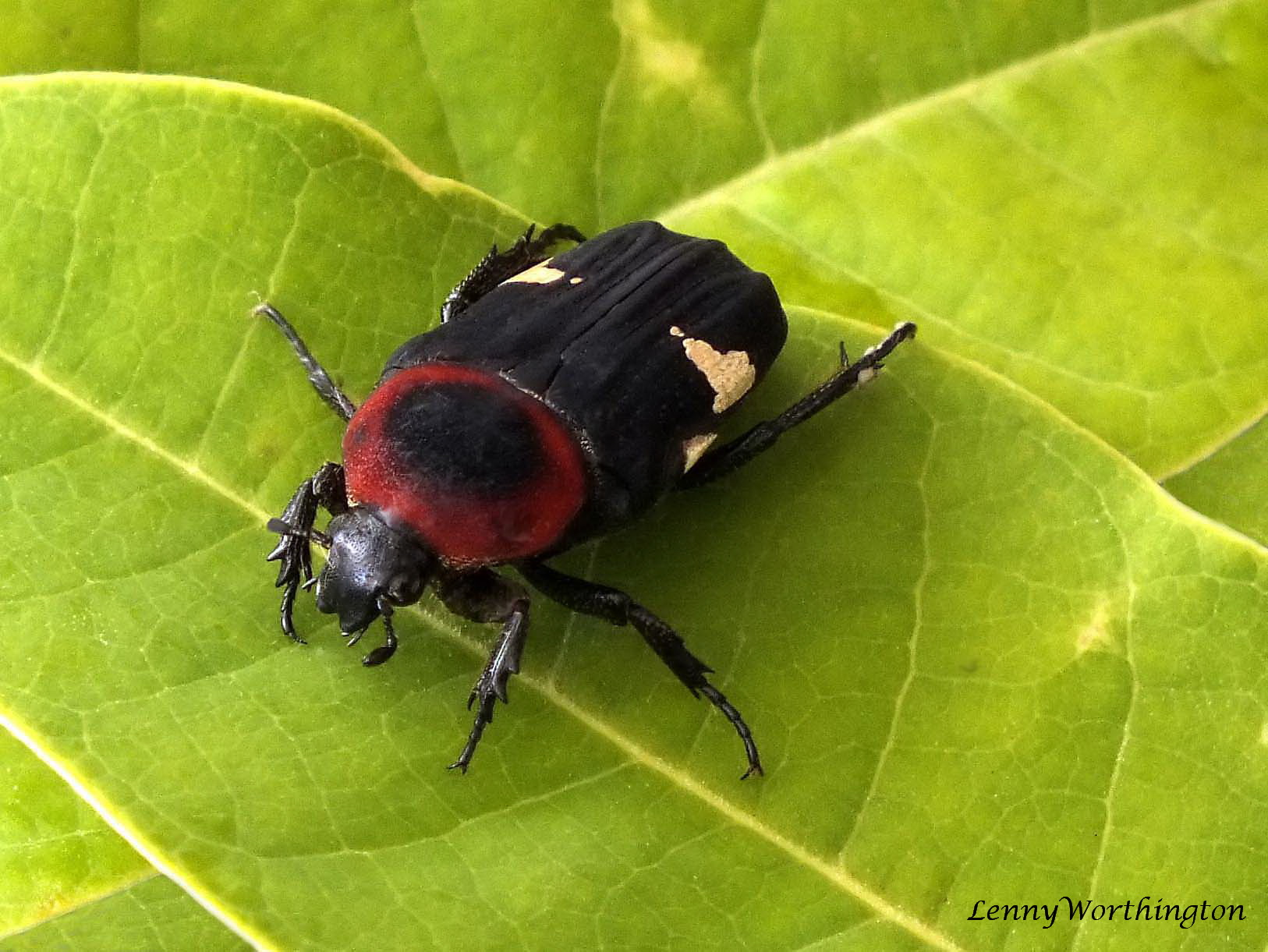
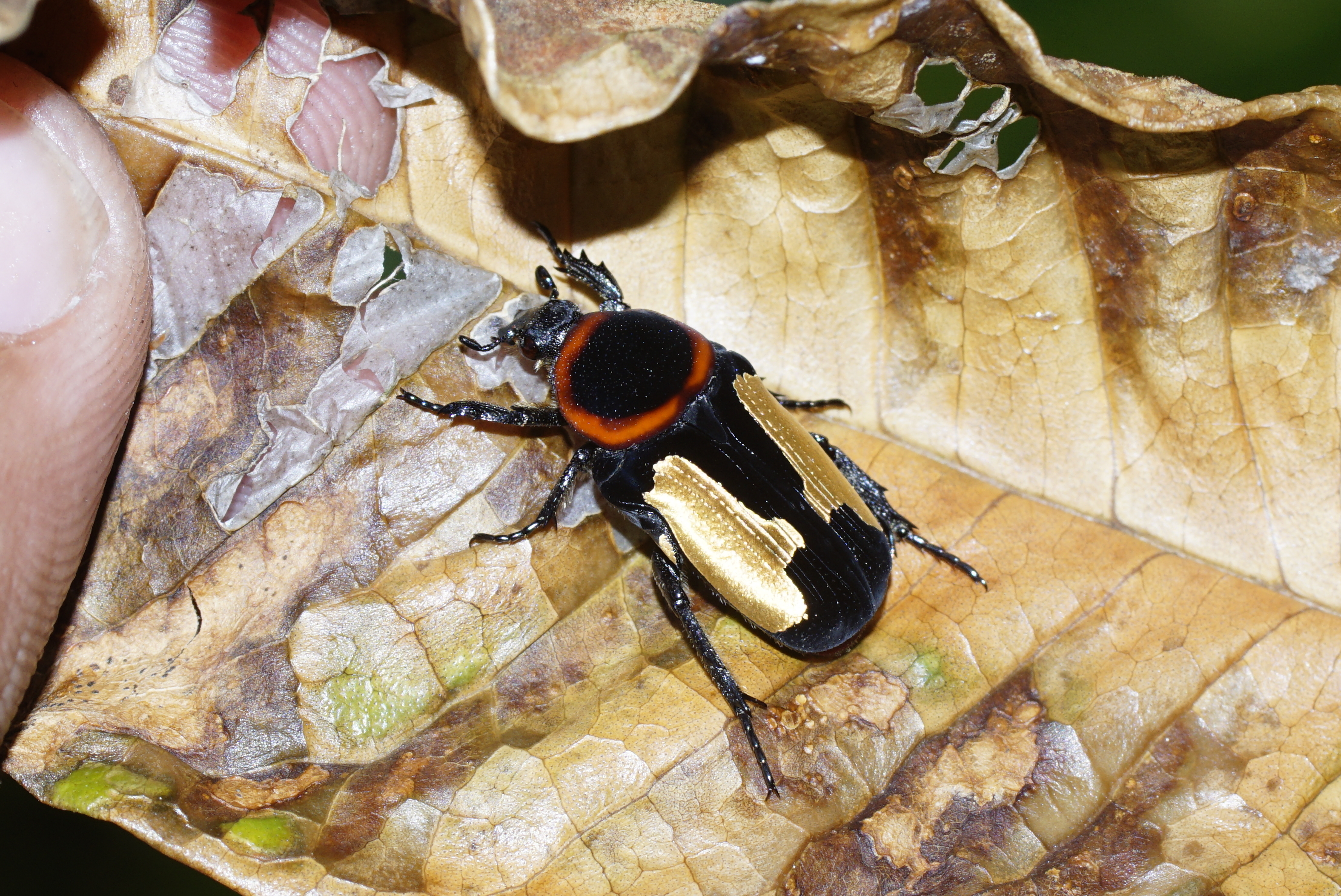
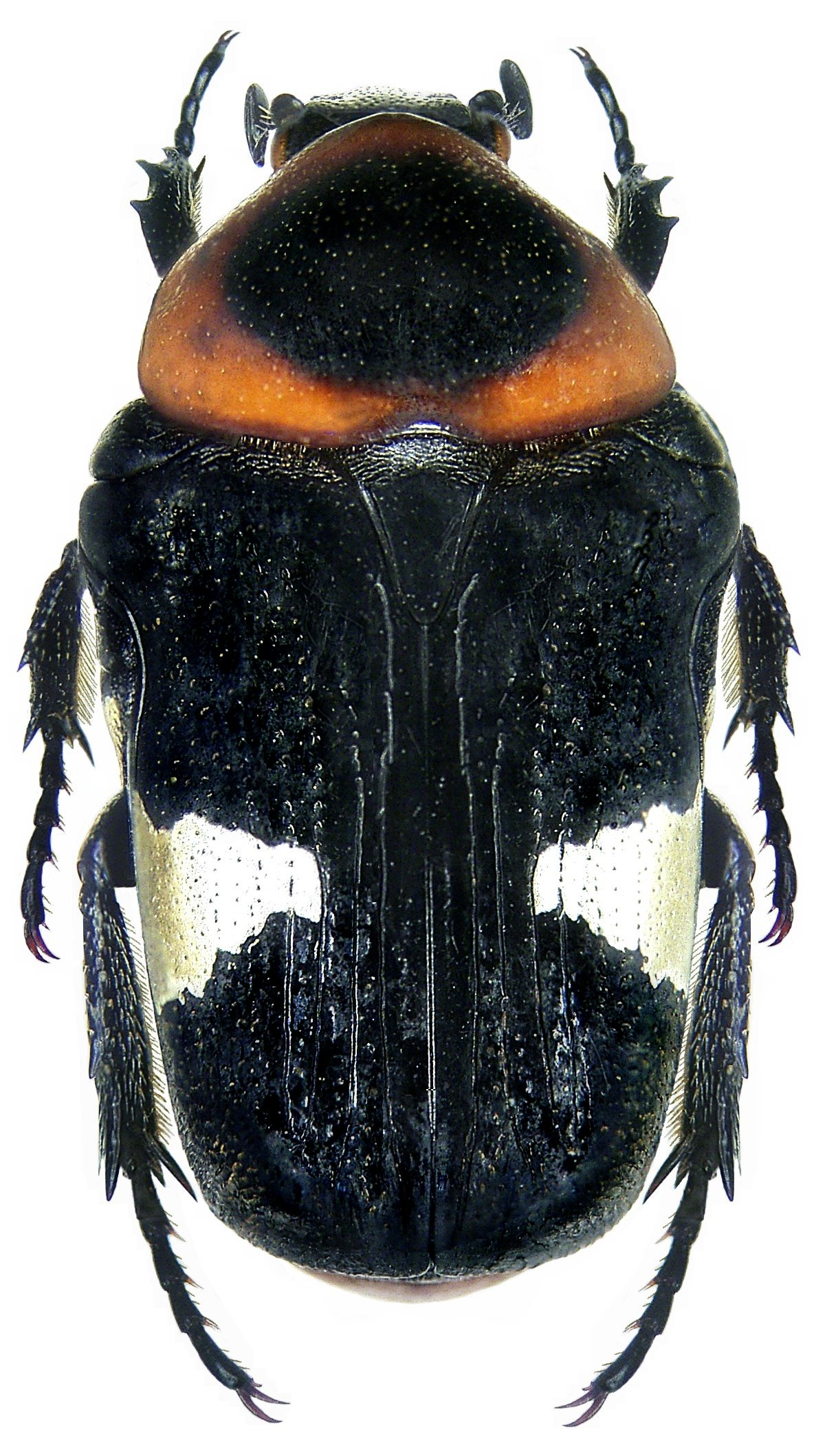